# 第四インターナショナル

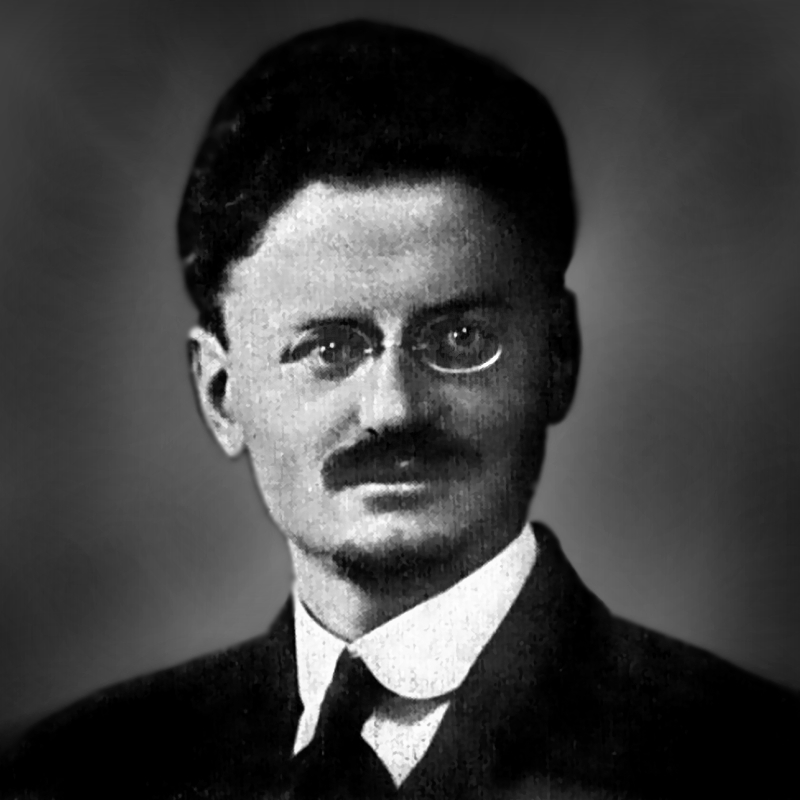
レフ・トロツキー (1879-1940)

第四インターナショナル（だいよんインターナショナル、英語: fourth International、FI）は、1938年に結成された国際共産主義組織で、ヨシフ・スターリンが指導した第三インターナショナル（コミンテルン）に対抗して、レフ・トロツキーの呼びかけにより結成された。
コミンテルンの最初の4回の大会の決議と、第四インターナショナル創立大会で採択された「資本主義の死の苦悶と第四インターナショナルの任務――過渡的綱領」を基礎理論とする。
資本主義とスターリン主義に反対して世界社会主義革命を目指す。各国に組織があるが、1940年代以降に多くの潮流に分裂した。

## 結成
レーニンとともにロシア革命を指導したトロツキーは、1924年のレーニンの死後、ソビエト連邦共産党書記長となったスターリンが打ち出した「一国社会主義建設」（それまでのレーニンらの主張する「革命がロシアからヨーロッパ、そして世界に波及しないかぎり革命ロシアは生き残れない」という方針に対してスターリンは「革命が波及しなくてもロシア一国で社会主義は建設できる」と主張した）論に対して「世界革命路線の堅持」と永続革命論を対置し左翼反対派を結成して激しく反対した。この「左翼反対派」が第四インターナショナルの源流とされる。
スターリンは書記長という権力を利用して党内で多数派を形成し、トロツキーを政府・党の閑職に追いやり、1927年には「ロシア大革命十周年記念式典」に際しての「左翼反対派」の「スターリン打倒」を掲げたデモ行進を「反党活動」であるとしてトロツキーを共産党から除名し、1929年にはソビエト連邦国外に追放する。この間スターリンのイギリスの労働運動への指導や中国革命の方針などをめぐって、スターリン派とトロツキーら「左翼反対派」のあいだで激しい論争が繰り広げられていた。トロツキーは、スターリンの指導を「日和見主義と冒険主義のジグザグ」などと批判したが、国外追放された時点においても「共産党を割って出るのではなく、内部に留まって改革するべき」と主張していた。
当時ドイツでは、アドルフ・ヒトラー率いる国家社会主義ドイツ労働者党（ナチス）が急速に勢力を伸ばしていた。トロツキーは、ドイツの事態に対して「ドイツ社会民主党とドイツ共産党の統一戦線の形成によってナチスに対抗するべき」と主張したが、スターリンとドイツ共産党指導部は「社会民主党もファシズムの一種でありナチスの双生児」といういわゆる「社会ファシズム論」によってトロツキーの主張を一顧だにしなかった。そして、1933年のナチスによる権力掌握によって、ドイツ共産党がほとんど抵抗できないまま暴力的に弾圧され急速に解体されるという事態に際して、トロツキーは「コミンテルンは死んだ。もはや誰にも生き返らせることは出来ない」として、はじめて「新しいインターナショナルの創設」を提起する。
1936年に「大粛清」を開始したスターリンは、自らに反対する者、あるいは抹殺してしまいたい者に対して「トロツキスト」というレッテルを多用した。ここで言う「トロツキスト」とは「ソビエト連邦の破壊を目論むトロツキーを頭目とする反革命分子で帝国主義の手先の群れ」と定義されたが、実際は粛清された多くの者はトロツキーあるいは「左翼反対派」の組織とは無関係であった。このレッテルとしての「トロツキスト」という用語は、「スパイ挑発者」あるいは「左翼を装った反革命」を意味するものとして、世界各国の共産党によって第二次世界大戦後も長らく使用されることになる。
1938年にフランス、ベルギー、アメリカ合衆国、オランダなど、各国のスターリニズム化した共産党内から派生した「左翼反対派」を源流とするトロツキスト・グループが参加した「第四インターナショナル創設国際会議」によって、第四インターナショナルは結成を宣言し「スターリニズムの党に代わって世界革命を目指す新しい共産党の建設」を訴える過渡的綱領を採択した。トロツキーは「戦争が第四インターナショナルを急速に押し上げる」と考えたが、既成の各国共産党の「トロツキスト＝裏切り者」キャンペーンと各国政府の弾圧、とりわけナチス占領下の各国における過酷な弾圧のなかで、小グループに留まり続けることになった。アジアでもいくつかの支部が日本の占領下で弾圧を受け、ヨーロッパとアジアの多くのメンバーが第四インターから脱落した。しかし、第二次世界大戦のさなかにおいて第四インターナショナルの組織は、フランス、ベルギー、オランダなどではナチス占領下でレジスタンス運動の一翼を担い、アメリカ海軍に徴兵された船員によってマルセイユ経由でニューヨークの本部とヨーロッパのメンバーとの間で接触が保たれた。後の第四インターナショナルの指導者の一人となるベルギー人のエルネスト・マンデル（1923-1995）は15歳で第四インター系の反ナチ・レジスタンス組織に参加、ナチスの捕虜となるも強制収容所から脱出するという経験を持つ。一方で、ナチス占領下のギリシャではトロツキスト派のレジスタンス戦士が共産党系の民族解放戦線のメンバーに殺害される事件も発生した。

## 論争と分裂
第四インターナショナルの政治的特徴として「プロレタリア革命による帝国主義の打倒」とともに「ソ連邦は、官僚を追放する政治革命は必要ではあるが、依然としてブルジョワジーによる生産手段の所有を廃した労働者国家であることから帝国主義の包囲・攻撃からは世界の労働者階級はソ連邦を防衛しなければならない」（「官僚によって歪められ、堕落した労働者国家」論）という原則が挙げられる。第四インターナショナルは、様々な局面でこの「原則」をめぐって、あるいは各国に存在する社会民主主義政党や共産党などの大組織に組織的・目的意識的に加入して大組織構成員を自陣営に獲得する「加入戦術」の是非などをめぐって、分裂を繰り返すことになる。
1939年に、スターリンによる独ソ不可侵条約締結とバルト三国への侵攻をめぐって、アメリカ支部である社会主義労働者党（SWP）内部で、トロツキーが定式化した「ソ連＝官僚によって歪められ、堕落した労働者国家」論を否定する部分が発生する。「ソ連＝官僚主義集産国家」論を唱えたマックス・シャハトマンやジェームズ・バーナムらは1940年にSWPから分裂してアメリカ労働者党(WP)を結成する。WPは直後に「シャーマン派」という分派と再分裂する。ちなみに「ネオコンのルーツはトロツキズム」として例に挙げられるネオコンの総帥でイデオローグと言われるアーヴィング・クリストルが一時期所属したのは、この「シャーマン派」である。
1940年8月にはトロツキーが暗殺され、運動は衰退の一途を辿った。
1953年に第四インターナショナルは、国際書記局の指導者ミシェル・パブロによる加入戦術などの運動方針（パブロ主義）に反対するアメリカ、イギリス、フランスなどが離脱して第四インターナショナル国際委員会(ICFI, IC)（キャノン派）を結成して、第四インターナショナル国際書記局(ISFI, IS)（パブロ派）とに分裂した。両派は10年後の1963年に再統一して第四インターナショナル統一書記局(USFI, US)（マンデル派）となった。
また1952年にフランス支部:国際主義共産党(ICP)内において、主流派によって提起された「加入戦術」に反対するランベール派が脱退し、国際組織として国際共産主義組織(OCI)を形成する。後にフランスの首相となるリオネル・ジョスパンが一時期所属したのはこのランベール派で、現在のフランス労働党である。
1983年、アメリカSWP内部でジャック・バーンズらキューバ共産党およびサンディニスタ民族解放戦線を強く支持するグループが主導権を掌握し、SWPは統一書記局派を離脱した。統一書記局派は1959年のキューバ革命以来一貫してキューバを支持しつつ、ソ連への接近やプラハの春に対するソ連の介入への支持には反対していた。その後、SWPを離党した党員が結成した社会主義行動(SA)や第四インターナショナル執行委員会が統一書記局のアメリカにおけるシンパ組織として活動している。

## 分裂後の主な国際組織

### 第四インターナショナル統一書記局
United Secretariat of the Fourth International (USFI) 、いわゆる「マンデル派」。1963年の国際委員会(ICFI)と国際書記局(ISFI)の再統一により結成された。かつては「唯一の世界革命前衛」を自認していたが、現在は「小さくとも不可欠な世界革命潮流の一つ」と自己規定している。現在、反グローバル化運動への参画に力を入れ、各国における「反資本主義左翼統一戦線」の形成を当面の方針にしている。また社会主義革命運動におけるエコロジー運動やレズビアン・ゲイなどの性的少数者解放運動の意識化と実践を訴えている。
- オーストリア - Socialist Alternative (Sozialistische Alternative, SOAL)
- アルジェリア - Socialist Workers Party
- ベルギー - Socialist Workers Party ― Socialistische Arbeiderspartij (SAP) - Parti Ouvrier Socialiste (POS)
- ブラジル - Socialist Democracy ― Democracia Socialista (DS)
ブラジル労働者党(PT)内の左派潮流として活動。ルーラ政権への評価をめぐり、現在PTに留まる部分と、左翼独自勢力として社会主義自由党（ポルトガル語版、英語版）（Party of Socialism and Liberty ― PSOL）を形成する部分とに二方面の活動を展開している。PSOLは2006年のブラジル大統領選において、ルラに対抗してエロイザ・エレナを擁立して6.8%の得票を獲得した。
- イギリス - International Socialist Group(ISG)
現在、左翼組織の連合体であるRESPECTに参加。RESPECTはイギリス下院に1議席を持っていた。
- カナダ - New Socialist Group
  - カナダ/ケベック - Socialist Left Gauche Socialiste (GS)
- チリ - Revolutionary Socialist Tendency (Tendencia Socialista Revolucionario)
- デンマーク - Socialist Workers Party ― Socialistisk Arbejderparti (SAP)
- ギリシャ - Organization of Communist Internationalists of Greece-Spartacus (Organosi Kommouniston Diethniston Ellados-Spartakos, OKDE-Spartakos)
- グアドループ - Socialist Revolution Group (Groupe Révolution Socialiste, GRS)
- フランス - Revolutionary Communist League ― Ligue communiste révolutionnaire(LCR)-革命的共産主義者同盟 (フランス)の項参照
統一書記局派の最大支部。2002年フランス大統領選挙に出馬して5%近くを獲得したオリヴィエ・ブザンスノーを2007年フランス大統領選挙においても擁立し、12人の候補者中5位につけて健闘した。LCRは、2009年2月に解散。他潮流や無党派の活動家を糾合して、トロツキスト政党を脱却した「反資本主義」「社会主義エコロジー」「民主主義的社会主義」「アルテルモンディアリスム（もう一つのグローバル化）」による「21世紀の社会主義」を掲げる反資本主義新党(NPA)に移行した。
- ドイツ - International Socialist Left ― internationalen sozialistischen linke (isl)
- ドイツ - Revolutionary Socialist League ― Revolutionaer Sozialistischer Bund (RSB)
- ギリシャ - Organization of Communist Internationalists of Greece ― Organosi Kommouniston Diethniston Ellados (OKDE)
- インド - Revolutionary Communist Organization (Inquilabi Communist Sangathan)
- アイルランド - Socialist Democracy (SD)
- イタリア - Bandiera Rossa Association ― Associazione Bandiera Rossa (ABR)(バンディラ・ロッサ・グループ)
1991年2月に社会民主主義政党：左翼民主党（現:民主党）として路線転換したイタリア共産党内の左派部分とともに共産主義再建党(PRC)を結成。PRC党内のトロツキスト派として活動するが、アフガニスタンへのイタリア軍の派遣に反対したABR派の下院議員を旧共産党派が除名し、旧共産党派とABR派は2007年に決定的に決裂した。現在、ABRは「批判的左翼協会」を形成して、反NATO・反新自由主義による新たな左翼勢力の結集を訴える。
- 日本 - 「第四インターナショナル日本協議会」（日本革命的共産主義者同盟 (JRCL)および国際主義労働者全国協議会より構成）
1991年の日本革命的共産主義者同盟（第四インターナショナル日本支部）の除名・分裂後は、上記2組織が「支部」ではなく「シンパサイザー組織」として統一書記局に参加していたが、2020年に上記「第四インターナショナル日本協議会」が日本支部として承認された。
- レバノン - Revolutionary Communist Group
- ルクセンブルク - Revolutionary Socialist Party (Revolutionär Sozialistesch Partei /Parti Socilaiste Révolutionnaire)
- マルティニーク - Socialist Revolution Group (Groupe Révolution Socialiste, GRS)
- モロッコ - Al-Mounadhil/a
- オランダ - Socialist Alternative Politics ― Socialistische Alternatieve Politiek (SAP)
- ポルトガル - Revolutionary Socialist Political Association ― associação política socialista revolucionária (apsr)
- プエルトリコ - Political Education Workshop ― Taller de Formación Política (TFP)
- スペイン - Alternative Left ― Izquierda Alternativa (IA)
  - スペイン/カタロニア - Collective for an Alternative Left (Col.lectiu per una Esquerra Alternativa, CEA)
- スリランカ - Nava Sama Samaja Party(NSSP)
イギリスに留学した若者たちがマルクス主義とトロツキズムに影響を受け、帰国して1935年に結成したLanka Sama Samaja Pakshaya（スリランカ社会主義平等党 LSSP）は、第二次世界大戦後に第四インターナショナルの各国組織の中で突出して巨大な労働者大衆政党に成長する。「議会での多数獲得による革命」を展望したLSSPだったが、1960年の総選挙での敗北を機に、ブルジョワ政党であるスリランカ自由党に接近、同党の政権樹立のために信任投票をし、のちに入閣する。トロツキーの人民戦線批判に基づいて「ブルジョワ政党との野合」を禁止する第四インターナショナルは、幾度かのオルグ派遣を行ったが結局決裂。LSSPは、1964年に第四インターナショナルから除名され、「野合」を批判して分裂したバラ・タンポらはLanka Sama Samaja Pakshaya(R) (スリランカ社会主義平等党革命派 LSSP(R))を結成した。第四インターナショナルはLSSP(R)を支部として認めたが、LSSP(R)は1980年に分裂しシンパサイザー組織になった。
現在は、タンポらとは別に1977年にLSSPから分裂したNava Sama Samaja Pakshaya(新社会主義平等党 NSSP)が1991年からスリランカ支部に公認されているほかに、スリランカ労働運動のナショナルセンターであるCMUに大きな影響力をもつバラ・タンポのグループもシンパサイザー組織として参加している。NSSPはスリランカ議会に議席を持つ。
- 南アフリカ - Workers Organisation for Socialist Action
- スイス - Socialist Alternative / Solidarity (Sozialistische Alternative / Solidarität, SOAL)
- スウェーデン - Socialist Party ― Socialistiska Partiet (SP)
- チュニジア - Revolutionary Communist Organization (Organisation Communiste Révolutionnaire)
- トルコ - New Way (Yeni Yol)
- アメリカ - Socialist Action
アメリカ共産党内部から派生した「左翼反対派」が1928年に追放され、同年、アメリカ共産主義者同盟を結成。後に社会主義労働者党(SWP)と改称。指導者にジェームズ・キャノン、マックス・シャハトマン、C.L.R.ジェームズら。第二次大戦以前は、第四インターナショナルの最大組織で、国際書記局もアメリカに置かれた。港湾労働者やトラック労働者に、一定の影響力を持った。メキシコに亡命したトロツキーの防衛隊を組織したのも、SWPだった。キャノンは、広島・長崎への原爆投下直後の8月22日に、トロツキーを追悼する政治集会において原爆投下について「許されざる帝国主義のギャングによる大虐殺であり、人類史に残る犯罪」「どれ程の数の日本人民が原子力の秘密の発見を祝うために殺されたのだろうか」と演説。当時、アメリカ共産党も含めて、原爆投下について「アメリカの反ファシズム解放戦争における正義の行為」と賞賛されていたことを鑑みれば、キャノンの演説は「最も早い原爆投下非難」として、特筆に価する。
戦後、SWPは、ベトナム反戦運動や黒人公民権運動-反人種差別運動に関わり続けた。統一書記局と分裂し再統合したが、80年代に統一書記局を再び脱退した。アメリカに現存するほとんどの各派トロツキスト組織は、SWPから分岐したグループである。
- ウルグアイ - Socialist Workers Party (Trotskyists)
- フィリピン - Revolutionary Workers Party-Philippines (Revolutionary Workers Party - Mindanao Rebolusyonaryong Partido ng Manggagawa - Mindanao RPM-P)
90年代に入って、毛沢東主義のフィリピン共産党（いわゆるシソン派）のいくつかに分裂したグループのうちの一つであるマニラ・リサール支部(MR)と「マルクス・レーニン・トロツキー主義と解放の神学の結合」を掲げるBISIG (Union of Filipino Socialists)などが統一書記局とコンタクトを取っているが、現在フィリピン共産党（シソン派）から脱退して1998年に結成された主にミンダナオに拠点を置いて活動するRPM-Pが支部として公認されている。
- その他
  - 韓国 - 80年代に派生した「国際社会主義グループ」（IS）が一時期統一書記局とコンタクトを持ったが、国家保安法の弾圧により勢力としては消滅。現在、反帝国主義-反グローバル化を掲げ、韓国の戦闘的労働組合のナショナルセンターである民主労総に一定の影響力を持つ「労働者階級の力派」(Power of the Working Class ― No-dong-ja-euy Him)が統一書記局とコンタクトを持っているが、「労働者階級の力派」は「労組内活動家のフラクション」という性格が強く、所謂「トロツキスト組織」ではない。
「労働者階級の力派」は、2007年大韓民国大統領選挙において「反資本主義左派統一候補」の擁立を訴えたが、左派内でまとまらず試みは頓挫した。結局、「労働者階級の力派」は「支持できる候補がいない」として、最終的に「選挙ボイコット」を訴えた。
現在、「労働者階級の力派」は「反資本主義左翼の連合体としての新たな社会主義労働者政党の建設」建設を訴え、「労働解放実践連帯」、「社会主義労働者連合」などのグループと討論を開始している。
  - イスラエル - 第三次中東戦争の時期にイスラエル共産党から派生した反戦組織・MATZPEN-マツペンの主にエルサレム支部を形成していたトロツキスト派が1972年に「イスラエル革命的共産主義者同盟」(RCL)を形成する。RCLは「反シオニズム・PLO支持連帯」を掲げ、指導者の一人であるミシェル・ワルシャウスキーは「国家反逆罪」で20ヶ月服役する。現在、RCLはいくつかのグループに分裂して消滅している。ワルシャウスキーはイスラエル人の立場からパレスチナ連帯運動を続ける「オルタナティブ情報センター（AIC）」の活動家として「反シオニズムのイスラエル-パレスチナ民族共生国家」の樹立を訴えている。

### 国際社会主義潮流
International Socialist Tendency、いわゆる「トニー・クリフ派」。1990年代に、ソビエト連邦の国家性格をめぐる論争でトロツキーが定式化した「ソ連＝官僚的に歪められた、堕落した労働者国家論」を否定して「ソ連国家資本主義論」を唱え、マンデルらと分裂した。イギリスの社会労働党(SWP)を中心に結成された。
- オーストラリア - International Socialist Organisation
- ボツワナ - 国際社会主義機構 (International Socialist Organisation)
- ブラジル - International Socialists
- イギリス - Socialist Workers Party
国際社会主義潮流の最大組織。現在、左翼組織の連合体であるRESPECTに参加。RESPECTは2012年9月現在、イギリス下院に1議席を持っている。
- カナダ - International Socialists
- キプロス - Ergatiki Dimokratia
- チェコ - Socialistická Solidarita
- デンマーク - Internationale Socialister
- フィンランド - Sosialistiliitto
- フランス - Socialisme par en bas
- ガーナ - International Socialist Organisation
- ギリシャ - Sosialistiko Ergatiko Komma
- インドネシア - Suara Sosialis
- アイルランド（北部） - Socialist Workers Party
- アイルランド（南部） - Socialist Workers Party
- イタリア - Comunismo dal basso
- マレーシア - Suara Sosialisme Malaysia
- オランダ - Internationale Socialisten
- ニュージーランド - Socialist Worker
- ノルウェー - Internasjonale Sosialisterzawa
- 南アフリカ - Keep Left
- 韓国 - All Together
反帝国主義・反新自由主義を掲げ、戦闘的労働組合のナショナルセンターである民主労総に、一定の影響力を持つ。
- スペイン - En Lucha
- スウェーデン - Internationella Socialister
- タイ - Workers Democracy Group (Klum Prachatipatai Rangarn)
- トルコ - Antikapitalist
- ウルグアイ - Socialismo Internacional
- ジンバブエ - 国際社会主義機構 (International Socialist Organisation)

### 国際共産主義者同盟（第四インターナショナリスト）- スパルタシスト
International Communist League (Fourth Internationalist)(ICL-FI)
「国際共産主義者同盟（第四インターナショナリスト）」の起源は、1964年にアメリカのトロツキスト政党の社会主義労働党(SWP)から、「キューバ革命の評価」「黒人公民権運動の評価」などをめぐって分裂した「革命的潮流(Revolutionary Tendency)」にある。分裂した当時は、イギリスのジェリー・ヒーリー派とコンタクトをとっていたが、やがてヒーリーの評価を巡って革命的潮流は分裂。ジェームズ・ロバートソンが率いる部分がヒーリーと決別して独自の道を歩み「スパルタシスト」(Spartacist、由来はスパルタクス団より)と名乗るようになり、1966年に「スパルタシスト同盟／アメリカ」を結成。1974年にアメリカ、ニュージーランド、オーストラリアのスパルタシストグループが中心となり国際組織の「国際スパルタシスト・テンデンシー」(iSt)が結成された。iStは他のトロツキスト組織であるSWP、統一書記局派、国際委員会派などを「似非トロツキスト」と批判し、「革命的なレーニン主義的国際主義の実践」を主張し、国際的な民主的中央集権主義の原則によって運営すると宣言した。1979年には最初の国際的な代表大会を開催して国際執行委員会を選出した。そして1989年、iStは「国際共産主義者同盟（第四インターナショナリスト）」(ICL-FI)になった。
アメリカの組織が最大組織で、各国支部はアメリカ本部の文書を各国語に訳してプロパガンダとして展開することを義務とし、「各国支部の独自活動」を認めない中央集権主義は他のトロツキスト潮流と比べて際立っている。日本では大衆集会の質疑応答で、集会の趣旨とまったく関係ない自派のプロパガンダや、唐突な他のトロツキスト組織批判を展開することで有名。また、大衆的な反戦デモにおいて、デモ主催者の趣旨を無視して「北朝鮮核保有の権利擁護」のプラカードを掲げるなどの活動を行っている。
- 日本 - スパルタシスト日本グループ
- イギリス - Spartacist League of Britain
- アメリカ - Spartacist League (US)
- ギリシャ - Trotskyist Group of Greece
- カナダ - Trotskyist League of Canada
- オーストラリア - Spartacist League of Australia
- ドイツ - Spartakist-Arbeiterpartei Deutschlands
- アイルランド - Spartacist Group Ireland
- イタリア - Lega trotskista d'Italia
- メキシコ - Grupo Espartaquista de México
- 南アフリカ - Spartacist/South Africa
- フランス - Ligue trotskyste de France

### 国際共産主義者連盟
Internationalist Communist Union 
フランスを中心としたトロツキスト党派の国際組織。
- フランス - Lutte Ouvrière (LO - 労働者の闘争の項参照)
  - フランス海外県カリブ諸島 - Combat Ouvrier
- アフリカ - Union Africaine des Travailleurs Communistes Internationalistes（UATCI）
- ハイチ - Organisation Révolutionnaire des Travailleurs（OTR-UCI）
- イギリス - Workers' Fight
- トルコ - Sınıf Mücadelesi
- スペイン - Lucha de Clase

### 第四インターナショナル国際委員会
International Committee of the Fourth International (ICFI)
1953年に国際書記局の方針に反発したグループにより結成された。1963年に国際委員会(ICFI)の一部は国際書記局(ISFI)と再統一して統一書記局(USFI)を結成するが、統一に反対するグループが多数であった。
- オーストラリア - Socialist Equality Party (Australia)
- カナダ - Socialist Equality Party (Canada)
- ドイツ - Socialistische Gleichheitspartei (Germany)
- スリランカ - Socialist Equality Party (Sri Lanka)
- イギリス - Socialist Equality Party (UK)
- アメリカ - Socialist Equality Party (United States)
- シンパ組織
  - インド - Socialist Labour League in India
  - パキスタン - Marxist Voice in Pakistan

### 第五インターナショナルをめざす同盟
1989年にイギリスの「労働者の権力」を中心に結成。「第二次世界大戦後、第四インターナショナルのすべての分派は堕落した、よって新たに第五インターナショナルを組織しなければならない」と主張する。
- イギリス - 労働者の権力（Workers Power）
- オーストリア - Liga der sozialisten Revolution
- チェコ共和国 - Socialistická organizace pracujících
- フランス - Pouvoir Ouvrier
- ドイツ - Arberitermacht
- パキスタン
- スリランカ
- スウェーデン - Arbetarmakt
- アメリカ合衆国に支持者

### 国際ボリシェヴィキ潮流
International Bolshevik Tendency (IBT) 
「国際スパルタシスト潮流」から1978年以降に分裂した潮流「Bolshevik Tendency」と、ニュージーランドのPermanent Revolution Group (PRG)が合同して結成された潮流。イギリスにはもともとメンバーはいなかったが、他国からメンバーを移住させ、英国の地にも根を下ろした。社会主義労働党 (イギリス)(Socialist Labour Party)への加入戦術で一定の支持を得たが、同党がスターリン主義化したため離脱した。英国とニュージーランドのほかにはドイツ・アメリカ合衆国・カナダにメンバーがいる。かつてウクライナの組織と合同したが、このウクライナの組織は「労働者インターナショナルのための委員会(Committee for a Workers' International/CWI)」のウクライナ支部が偽装したものであったことが発覚。CWIにたいして、ウクライナの偽装組織に対して支払った金を返還するよう要求している。

## 現状
第四インターナショナルの系譜をひく政治団体や政党は、従来のトロツキズムの枠内にとらわれず、代わって「反資本主義」や「エコロジー」、「フェミニズム」などを掲げた大衆政党に衣替えする動きが強まっている。例えば、フランスの「反資本主義新党」、スペインの「Red Roja(es:Red_Roja）」、ロシアの「ロシア社会主義者運動」、ギリシャの「ギリシャ反資本主義左翼戦線（en:Front of the Greek Anticapitalist Left）」など、これらの新興左翼政党は全てもともとは第四インターナショナルの系譜に属するトロツキスト政党であった。日本の国際主義労働者全国協議会（労働者の力）は「エコ社会主義」を掲げる。